# 拜拉克 (伊久姆區)
49°24′56″N 36°50′7″E / 49.41556°N 36.83528°E
拜拉克（羅馬化：Bairak）是位於烏克蘭東部哈爾科夫州伊久姆區巴拉克利亚市镇的村莊。該村始建於1729年，面積0.38平方公里，海拔高度101米，2001年人口205，人口密度每平方公里539.5人。